# Ascogaster acuminata
Ascogaster acuminata är en stekelart som beskrevs av De Saeger 1948. Ascogaster acuminata ingår i släktet Ascogaster och familjen bracksteklar. Inga underarter finns listade.